# Colli Euganei serprino
Il Colli Euganei Serprino è un vino DOC la cui produzione è consentita nella provincia di Padova.

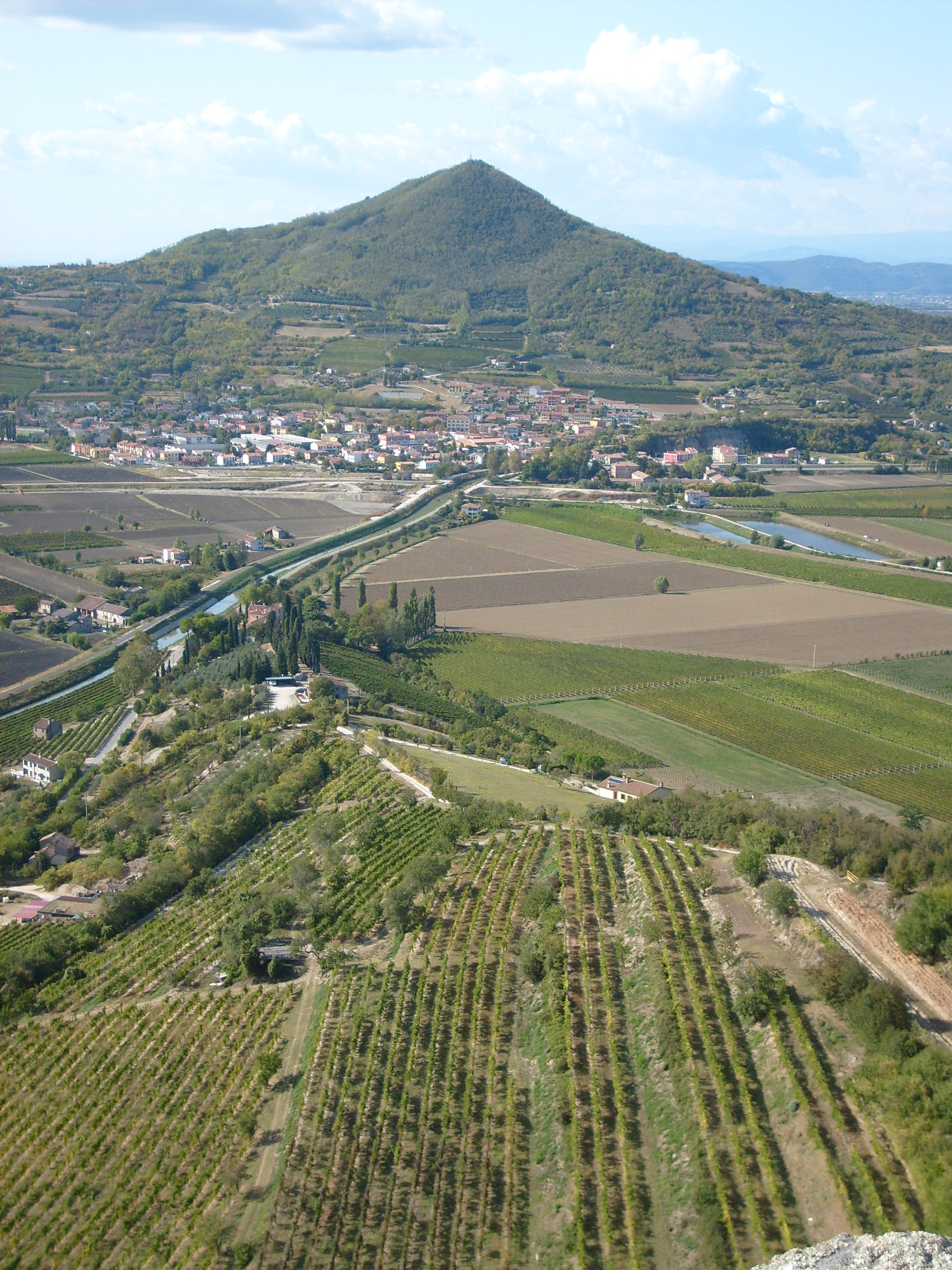
Monte Lozzo

## Caratteristiche organolettiche
- colore: paglierino
- odore: fruttato delicato fine
- sapore: secco talvolta abboccato

Vitigno: Glera 100%
Il Serprino viene gustato ad una temperatura compresa tra 6 e 8 °C.

## Produzione
Provincia, stagione, volume in ettolitri
- Padova  (1995/96)  1401,0
- Padova  (1996/97)  2137,72

## Zona Produzione
Viene prodotto principalmente nei paesi di:
- Arquà Petrarca
- Galzignano Terme
- Torreglia